# Kaimana
Kaimana – miasto portowe w Indonezji w prowincji Papua Zachodnia. Według spisu ludności z 2010 roku liczy blisko 14 tys. mieszkańców. Jest ośrodkiem administracyjnym kabupatenu Kaimana.